# Список родов маркизов Российской империи
К 1917 г. в Российской империи было всего 5 родов, получивших разрешение на пользование титулом маркиза в Российской империи. Все они получили титул от иностранных монархов.

## Алфавитный список родов маркизов Российской империи
1. Маркизы делли Альбицци
2. Маркизы Гонзаго-Мышковские
3. Маркизы Кампанари
4. Маркизы Паулуччи
5. Маркизы де Траверсе

## Роды, признанные в Российской Империи в достоинстве маркизов (в порядке признания на 1917 г.)
| Дата           | Фамилия                                         | Кто признан                                                                                                   | Примечания |
| -------------- | ----------------------------------------------- | --- | --- |
| 5 августа 1816 | Маркизы де Траверсе (de Traversay)              | Иван Иванович де Траверсе (Жан-Батист Прево де Сансак, маркиз де Траверсе; 1754—1831)                         | Французский род, известный с 1375 года. Родоначальник русской ветви И. И. де Траверсе получил в 1788 году от Людовика XVI Короля Франции титул маркиза. Вступив затем в русскую службу и приняв присягу на подданство России в 1797 году, он был сопричислен к российскому дворянству в 1811 году; 05.08.1816 года его герб был внесён в Общий Гербовник (том IX, лист 136) с показанием, что роду принадлежит титул маркиза. Род существующий. |
| 12 ноября 1879 | Маркизы Гонзаго-Мышковские (Gonzaga-Myszkowsky) | Граф Александр-Игнатий-Кантий-Петр Иосифович Велёпольский XIII владелец ординации рода Мышковских (1803—1877) | Польский род Велёпольских, графов Свящённой Римской империи (с 19/29.11.1656 года), унаследовал в 1729 году Пинчовскую ординацию маркизов Гонзаго-Мышковских, получивших титул маркизов в 1599 году от Климента VIII; Высочайше утвержденным 12.11.1879 года мнением Государственного Совета графу А. И. Велёпольскому (к тому времени умершему) с нисходящим его потомством предоставлено по праву владельцев ординации рода Мышковских, присоединить к своему родовому гербу и фамилии герб, титул и фамилию маркизов Гонзаго-Мышковских, с тем, чтобы означенный герб, титул и фамилия маркизов Гонзаго-Мышковских переходили всегда к тем лицам рода Велёпольских, которые по порядку наследования, определенному уставом ординации рода Мышковских, вступят во владение означенной ординацией. Род существующий.                                                                        |
| 5 декабря 1890 | Маркизы Паулуччи (Paulucci)                     | В звании камергера Александр-Николай Филиппович Паулуччи (1840—1893)                                          | Итальянский род из Перуджи, получивший титул маркиза в 1738 году от Франческо III Герцога Моденского (20.11.1783 года титул был подтверждён в Австрии) и обосновавшийся в 1753 году в Модене. Родоначальник русской ветви – Филипп Осипович (Филиппо) Паулуччи (1779—1849). Именным Высочайшим указом от 05.12.1890 года дозволено его сыну А. Ф. Паулуччи с нисходящим потомством пользоваться в России титулом маркиза. Род, возможно, угас в 1920 году со смертью маркиза Виктора Александровича Паулуччи. |
| 7 июня 1900    | Маркизы делли Альбицци (degli Albizzi)          | Фёдор Александрович делли-Альбицци                                                                            | Итальянский (флорентийский или, по Любимову, пьемонтский) род, восходящий к XII веку. Именным Высочайшим указом от 07.06.1900 года бывшему итальянскому, ныне русскому подданному Ф. А. делли-Альбицци, с нисходящим его потомством предоставлено право пользоваться титулом маркиза с тем, чтобы означенный титул сообщался из нисходящего его потомства мужского пола всегда только одному старшему в роде. Высочайше утвержденным Мнением Государственного Совета от 01.12.1902 внуку тайного советника Владимира Николаевича Акинфова, сыну его дочери Екатерины (род. 1861 ум. ?) и маркиза Ф. А. делли Альбицци, Николаю Альбицци дозволено присоединить к своей фамилии фамилию его, Акинфова, с присвоенной сей последней фамилии гербом. В 1929—1939 годах Н. Ф. Альбицци-Акинфов с семьёй проживал в Канаде. Старший его брат Георгий был убит 02 или 03.04.1920 года на Перекопе. |
| начало XX века | Маркизы Кампанари (Сampanari)                   | Маркиз Владимир Францевич Кампанари (ум. 1931)                                                                | Высочайшим указом предоставлено право пользоваться титулом маркиза. Род существующий. |

## Фамилии, не получившие разрешение на пользование титуломмаркизав Российской империи
Некоторые иностранные роды, имевшие титул маркизов, и вступившие в русское подданство, не получили разрешение на ношение этого титула в Российской империи.
1. Филипп-Август-Гавриил-Франциск (де Поль) — Антон де Канон, маркиз де Вильи — возведён с нисходящим его потомством, в графское Царства Польского достоинство с именем графа Демблинского.
2. Александр-Луи Андро граф де Ланжерон, маркиз де ла Косс (de la Coste) — в России известен как граф А. Ф. Ланжерон.
3. В 1846 году после смерти без мужского потомства Франсуа VII 2-го маркиза де Ла Ферте-Богарне (de La Ferté-Beauharnais), обычно называемого просто маркизом де Богарне, главенство в этом ветви перешло к герцогу Максимилиану Лейхтенбергскому, постоянно проживавшему с семьёй в России.